# فينتيلا كوسيني
فينتيلا كوسيني (بالرومانية: Vintilă Cossini)‏ (مواليد 21 نوفمبر 1913) هو لاعب كرة قدم. يلعب مع منتخب رومانيا لكرة القدم. سبق له أن لعب في كأس العالم لكرة القدم مع منتخب بلاده.

## روابط خارجية
- فينتيلا كوسيني على موقع الاتحاد الدولي (مؤرشف)  (الإنجليزية)
- فينتيلا كوسيني على موقع قاعدة بيانات كرة القدم.إي يو (الإنجليزية)
- فينتيلا كوسيني على موقع ناشيونال فوتبول تيمز (الإنجليزية)
- فينتيلا كوسيني على موقع Soccerway.com (الإنجليزية)
- فينتيلا كوسيني على موقع عالم كرة القدم.نت (الإنجليزية)